# Gardez (district)
Gardez is een van de 11 districten van de provincie Paktiyā in Afghanistan. Gardez heeft 64.000 inwoners. Het districtscentrum ligt in Gardez.

## Bestuurlijke indeling
Het district Gardez is onderverdeeld in 97 plaatsen:
- Shakar Khail
- Habib Khail
- Hajyano Kalay
- Lewaniyan
- Sadeq Khail
- Kamran Khail (Nasrat Khail)
- Qader Khail (Mohammad Shah Khail)
- Patkha
- Tankhankhel
- Ebrahimkhel
- Mamray
- Sarkari kala
- Redzakhel
- Rahmatkhel
- Chawni
- Awdakay
- Shekhan (2)
- Dinarkhel
- Pushta
- Rabat
- Wach Khash
- Tandan
- Bala Deh
- Malekkhel
- Khataba
- Qal'a-i-Sayedan
- Asalatbeg
- Qal'a-i-Dahbashi
- Deray Polari
- Laghar
- Gajan
- Ghare Kalay
- Khwajahasane Ulya
- Shekhan (1)
- Qal'a-i-Arjal
- Shahre Naw
- Gardeyz
- Khwaja Hasan
- Qal'a-i Halim
- Shekh Kala
- Fathullahkhel
- Dawlatzi
- Salar kala
- Banozai
- Darabal Kala
- Doghabad
- Karmashi
- Qal'a-i-Sarsang
- Myanur Kala
- Mumray
- Kochikhel
- Qala-i-Zargar
- Mominkhel
- Sra Kala
- Nyazi Kala
- Qala-i Fadzeli
- Samad Khel
- Bar Golo kala
- Lewan
- Golo Kala
- Nawrakay
- Mohammad-radzakhel
- Bagho Kala
- Fadzal Kala
- Spina Kala
- Azadkhankhel
- Ghafurkhel
- Dara
- Zawu
- Janagul Kalay
- Melan
- Khan Kala
- Utmanay
- Sepahikhel
- Saroti Dokan
- Khanagul
- Ghelgay (2)
- Ghelgay (1)
- Atam Kala
- Chermashkay
- Gohkhel
- Trakanan
- Jingikhel
- Batankhel
- Khawajarkhel
- Ferozkhel
- Talbikhel
- Mahmud Kala
- Arabkhel
- Nis Kot Hematkhel
- Dawlatkhel
- Malek-jalaluddin
- Isakhel
- Mawrozkhel
- Shekh-masur
- Alimohammad-khel
- Khangul Kot

Ahmadabad · Chamkani · Dand-Wa-Patan · Gardez · Jaji · Jani Khel · Lija Ahmad Khel · Sayid Karam · Shwak · Wuza Zadran · Zurmat